# Elvenking
Elvenking is een Italiaanse powermetalband met folk-kenmerken, die sterk lijkt op Rhapsody of Fire.
De band is gevormd in 1997 door de gitaristen Jarpen en Aydan. In 1998 komt Damnagoras als zanger bij de groep en nog geen maand later vinden ze Zender als definitieve drummer. Later is bassist Gorlan toegetreden tot de band, na al een tijd als sessie-speler mee te hebben gespeeld.

## Discografie
- To Oak Woods Bestowed (2000, demo)
- Heathenreel (2001, album)
- Wyrd (2004, album)
- The Winter Wake (2006, album)
- The Scythe (2007, album)
- Two Tragedy Poets ... And A Caravan Of Weird Figures (2008, album)
- Red Silent Tides (2010, album)
- Era (2012, album)
- The Pagan Manifesto (2014, album)
- Secrets of the Magick Grimoire (2017, album)
- Reader of the Runes - Divination (2019, album)